# Victor Lindberg
Michael Victor Alexander Lindberg (Varoka, 26 luglio 1875 – Auckland, 28 aprile 1951) è stato un pallanuotista neozelandese.
Secondo alcune fonti, gareggiava nella pallanuoto ai Giochi di Parigi 1900. La colpa è della scarsa tenuta dei registri, ma anche del fatto che molti dei registri che sono stati tenuti avevano il suo nome scritto in modo errato.
Lindberg è nato alle Figi da genitori svedese e irlandese che si sono trasferiti in Nuova Zelanda quando era giovane. Arrivò a Londra poco prima dei Giochi Olimpici del 1900 e si unì all'Osborne Swimming Club che vinse la medaglia d'oro. Non è incluso nell'elenco ufficiale della squadra (che include un membro morto durante la seconda guerra boera prima dei Giochi), ma successive ricerche concludono che abbia gareggiato e che dovrebbe essere considerato un neozelandese. Su questa base è il primo neozelandese ad aver gareggiato ai Giochi Olimpici e il primo campione olimpico neozelandese. I suoi discendenti sono stati premiati con una medaglia dal presidente del Comitato Olimpico della Nuova Zelanda, Mike Stanley, nel 2014.

## Palmarès
- Oro ai Giochi di Parigi 1900